# Leo Rooman
Leo Willem Jan Rooman (Antwerpen, 28 juli 1928 - Berchem, 17 januari 2019) was een Belgisch hockeyer.

## Levensloop
Rooman was actief bij Royal Victory HC. Daarnaast maakte hij deel uit van het Belgisch hockeyteam. Met de nationale ploeg nam hij onder meer deel aan de Olympische Zomerspelen van 1952.